# Diocesi di Siniando
La diocesi di Siniando (in latino: Dioecesis Siniandena) è una sede soppressa del patriarcato di Costantinopoli e una sede titolare della Chiesa cattolica.

## Storia
Siniando, identificabile con Kizïlören nell'odierna Turchia, è un'antica sede episcopale della provincia romana della Pisidia nella diocesi civile di Asia. Faceva parte del patriarcato di Costantinopoli ed era suffraganea dell'arcidiocesi di Antiochia.
La diocesi è documentata nelle Notitiae Episcopatuum del patriarcato di Costantinopoli dal IX al XII secolo, ad eccezione della più antica, attribuita allo pseudo-Epifanio (VII secolo).
Michel Le Quien attribuisce a questa diocesi quattro vescovi. Ciro partecipò al concilio di Calcedonia del 451 e  fu tra i padri conciliari che condannarono Dioscoro di Alessandria; egli intervenne personalmente per motivare la sua decisione: Dioscoro si era macchiato di atti illeciti e criminali contrari alle normative canoniche, e si è rifiutato di presentarsi davanti al concilio. Il vescovo Eugenio, che sottoscrisse nel 458 la lettera dei vescovi della Pisidia all'imperatore Leone I dopo la morte del patriarca Proterio di Alessandria, è attribuito da Le Quien a Siniando; in realtà appartiene alla diocesi di Timando. Conone era presente al concilio detto in Trullo nel 692. Basilio prese parte al Concilio di Costantinopoli dell'879-880 che riabilitò il patriarca Fozio di Costantinopoli.
Dal 1926 Siniando è annoverata tra le sedi vescovili titolari della Chiesa cattolica; la sede è vacante dal 28 giugno 1972.

## Cronotassi

### Vescovi greci
- Ciro † (menzionato nel 451)
- Conone † (menzionato nel 692)
- Basilio † (menzionato nell'879)

### Vescovi titolari
- Francisco Javier Lauzurica y Torralba † (20 febbraio 1931 - 10 giugno 1943 nominato vescovo di Palencia)
- Juan Vicente Arana Idígoras, O.C.D. † (14 giugno 1946 - 26 marzo 1958 deceduto)
- Józef Drzazga † (5 maggio 1958 - 28 giugno 1972 nominato vescovo di Varmia)